# Кілбак Тауншип (округ Аллегені, Пенсільванія)
Кілбак Тауншип (англ. Kilbuck Township) — селище (англ. township) в США, в окрузі Аллегені штату Пенсільванія. Населення — 773 особи (2020).

## Демографія
Згідно з переписом 2010 року, у селищі мешкало 697 осіб у 285 домогосподарствах у складі 206 родин. Було 300 помешкань
Расовий склад населення:
| - 97,8 % — білих - 0,7 % — чорних або афроамериканців - 0,1 % — азіатів |

До двох чи більше рас належало 1,3 %. Частка іспаномовних становила 0,6 % від усіх жителів.
За віковим діапазоном населення розподілялося таким чином: 22,0 % — особи молодші 18 років, 58,2 % — особи у віці 18—64 років, 19,8 % — особи у віці 65 років та старші. Медіана віку мешканця становила 46,9 року. На 100 осіб жіночої статі у селищі припадало 94,2 чоловіків;  на 100 жінок у віці від 18 років та старших — 93,6 чоловіків також старших 18 років.
Середній дохід на одне домашнє господарство  становив 83 860 доларів США (медіана — 61 364), а середній дохід на одну сім'ю — 96 629 доларів (медіана — 80 250). За межею бідності перебувало 5,3 % осіб, у тому числі 6,2 % дітей у віці до 18 років та 3,0 % осіб у віці 65 років та старших.
Цивільне працевлаштоване населення становило 353 особи. Основні галузі зайнятості: освіта, охорона здоров'я та соціальна допомога — 24,1 %, науковці, спеціалісти, менеджери — 15,3 %, будівництво — 13,0 %.